# Odilo Globočnik
Odilo Lothar Ludwig Globočnik (Trieste, 21 aprile 1904 – Paternion, 31 maggio 1945) è stato un generale e politico austriaco, di nazionalità slovena nato a Trieste. Ufficiale delle SS e supervisore della costruzione di diversi campi di concentramento in Polonia, fu uno dei maggiori responsabili dello sterminio di milioni di persone durante l'Olocausto. Divenne noto anche come "boia di Lublino".

## Biografia
Globočnik nacque a Trieste (allora parte dell'Impero austro-ungarico) da una famiglia slovena ma di lingua tedesca, proveniente dalla città slovena di Tržič (all'epoca chiamata Neumarktl, nell'Alta Carniola). Nel 1922 entrò in un'organizzazione paramilitare della Carinzia di estrema destra. Nel 1931 si iscrisse al Partito nazista austriaco, e nelle SS nel 1934. Tra il 1933 e il 1935 venne arrestato quattro volte (per un totale di 11 mesi di detenzione) per la sua attività sobillatrice e con l'accusa di alto tradimento, dato che il Partito nazista era illegale in Austria.
Con l'annessione dell'Austria al Terzo Reich, Hitler decise di nominare Globočnik, allora uno dei più importanti membri del partito della sezione austriaca, Gauleiter di Vienna, il 22 maggio 1938. Quello che doveva essere un incarico di prestigio si rivelò invece l'inizio della fine della sua carriera: di fatto Globočnik sfruttò la sua posizione per arricchirsi e questo gli alienò le simpatie dei funzionari del partito, in particolar modo dell'ala cattolica; a ciò si aggiunsero una serie di contrasti con Hermann Göring. Per questo il 30 gennaio 1939, venne sospeso dalla carica di Gauleiter e al suo posto venne nominato Josef Bürckel come suo successore.
Volontario nella divisione "Das Reich" delle Waffen-SS dal marzo al novembre 1939, prese parte alla campagna di Polonia. Tuttavia Himmler decise di richiamare Globočnik, e il 9 novembre 1939 venne nominato comandante delle SS e della polizia del distretto di Lublino, nel Governatorato Generale (il nome assunto dalla Polonia tra il 1939 e il 1945).
Il 13 ottobre 1941 ricevette un ordine verbale direttamente da Himmler per iniziare i lavori per la costruzione del primo campo di sterminio del Governatorato Generale a Bełżec. Nel 1942 pianificò e portò a termine la costruzione di altri due campi, Sobibór e Treblinka. Così facendo Globočnik si rese responsabile dell'uccisione di più di 1 500 000 di ebrei polacchi, slovacchi, cechi, olandesi, francesi, russi e tedeschi.
Dopo la caduta di Mussolini, Globočnik venne trasferito dal Governatorato Generale a Trieste, in veste di comandante superiore delle SS e della polizia (Höherer SS- und Polizeiführer) nella Zona d'Operazione del Litorale Adriatico, che dopo l'uscita dell'Italia dalla guerra, era stata occupata e sottoposta all'occupazione militare tedesca dal 9 settembre 1943. Trasferitosi nel capoluogo giuliano insieme ai suoi collaboratori più fidati dell'operazione Reinhard assunse il compito di coordinare le unità di lotta antipartigiana non inquadrate nell'esercito nella Zona operativa del Litorale Adriatico. Istituì il campo di detenzione e di polizia della Risiera di San Sabba che venne dotato di un forno crematorio. Le vittime di questo campo sono stimate tra le 3 000 e le 5 000 persone, per la maggior parte partigiani e ostaggi, sloveni e croati ma anche italiani, oltre ad almeno 28 ebrei.
Il compito principale di Globočnik consisteva nel combattere i partigiani, ma iniziò anche l'opera di persecuzione degli ebrei italiani: di questi 1450 transitarono per la Risiera di San Sabba prima di essere deportati nei campi di sterminio nell'Europa centrale o lì furono direttamente eliminati. Con la lunga risalita della penisola da parte degli Alleati, Globočnik, per sfuggire alla cattura si ritirò dapprima in Carinzia, e di lì nella zona di Weißensee, in compagnia di alcuni membri del proprio staff.
Con la resa della Germania nazista, Globočnik tentò di fuggire attraverso l'Austria, ma venne catturato il 31 maggio 1945 in Carinzia da un reparto inglese, che lo condusse a Paternion per essere interrogato. Prima dell'interrogatorio si suicidò ingerendo una capsula di cianuro. Il suo corpo venne cremato e le sue ceneri disperse senza alcuna cerimonia in un luogo imprecisato fuori dalla chiesa locale.